# Фоца
Фоца (італ. Foza, вен. Foza) — муніципалітет в Італії, у регіоні Венето, провінція Віченца.
Фоца розташована на відстані близько 450 км на північ від Рима, 75 км на північний захід від Венеції, 40 км на північ від Віченци.
Населення — 702 особи (2014).

## Демографія
Населення за роками:

Станом на 1 січня 2023 року в муніципалітеті офіційно проживало 9 іноземців з 6 країн, серед них 5 громадян країн Євросоюзу та 1 громадянин України.

## Сусідні муніципалітети
- Азіаго
- Енего
- Галліо
- Вальстанья